# 初恋 limited
『初恋 limited』（はつこいリミテッド）は、marbleの5作目のシングルである。

## 概要
- marbleとしては初めて、Mellow Headレーベルから発売された。

## 収録曲
（全作詞：micco、作曲・編曲：菊池達也）
1. 初恋 limited
  - テレビアニメ『初恋限定。』エンディングテーマ
  - オリジナルアニメ『限定少女。』エンディングテーマ
  - テレ玉『アニたま』エンディングテーマ（2009年4月）
2. 空に舞う
  - テレビアニメ『初恋限定。』第9話エンディングテーマ
3. 初恋 limited（instrumental）
4. 空に舞う（instrumental）